# Obefintlighetsregistret
Obefintlighetsregistret (OB) var till 2013 en del av den svenska folkbokföringen som sköttes av Skatteverket. I registret antecknades personer som myndigheterna av något skäl inte kan komma i kontakt med och som man inte vet var de befinner sig. I de fall en person fått skyddad identitet i form av fingerade personuppgifter överfördes personens gamla uppgifter till obefintlighetsregistret. Registret omfattade inte personer födda före 1920 och som folkbokförts som obefintliga före 1990. Sådana uppgifter återfanns istället i de handskrivna kyrkoböckerna som finns i kyrkoarkiven som förvaras i Landsarkiven. Vid lagändringen 2013 togs begreppet obefintlig (och detta register) bort och ersattes av begreppet försvunnen
Obefintlighetsregistret fördes av Skattemyndigheten i Jakobsberg (Järfälla, Stockholms län).
Om en person varit folkbokförd utan känd hemvist oavbrutet under minst 2 år kan personen, om det inte finns skäl som talar emot det, avregistrerades från folkbokföringen som obefintlig och överfördes till obefintlighetsregistret. Normalt sett överfördes endast svenskar och medborgare i de nordiska länderna till obefintlighetsregistret. Medborgare i övriga länder och statslösa registrerades istället som utvandrade, eftersom man utgår ifrån att skälet till att de är obefintliga är att de återvänt till sitt hemland.
En person som registrerats som obefintlig behövde göra en anmälan till Skatteverket för att åter kunna tas med i folkbokföringsregistret. Huvuddelen av ansökningarna om att åter få upptas i folkbokföringsregistret kom från personer som utvandrat utan att meddela detta och som sedan har återvänt till Sverige. En mindre del ansökningar kom från personer som hela tiden vistats i Sverige utan några kontakter med myndigheter. Det kan gälla missbrukare, kriminella, personer med psykiska problem eller personer som av religiösa eller ideologiska skäl inte vill ha några kontakter med myndigheter.
Några få av dem som fanns i obefintlighetsregistret dödförklarades senare och ännu färre kvarstod i registret trots att de kan antas ha avlidit i Sverige utan att någon kropp någonsin återfunnits. När det gäller övriga får man anta att de vistades och så småningom avled utomlands utan att återvända till Sverige.

## Avregistrering
Någon gallring av obefintlighetsregistret skedde ej. En person som 1990 var 100 år och uppfördes i registret kvarstod alltså trots att han eller hon 2021 skulle varit 131 år gammal. Man avregistrerades dock om det blir känt:
- Var man är bosatt i Sverige
- Att man har flyttat utomlands
- Att man är död eller dödförklarad
- Att man inte längre har fingerade personuppgifter

## Historik
Fram till 1990 sköttes folkbokföringen av Svenska kyrkan. I äldre tid hade prästerna ganska stor frihet att själva utforma hur folkbokföringen skulle skötas. Om en person försvann så strök till exempel en del präster helt enkelt personen ur kyrkobokföringen, medan andra gjorde en anteckning om att personen var "obefintlig". Från 1865 förordnades dock i ett kungligt cirkulär att dessa personer skulle antecknas i en särskild längd (lista) i slutet av husförhörslängden. År 1894 lagstadgades det om att det skulle finnas en särskild bok över obefintliga. Från 1968 antecknas dessa i obefintlighetsregistret.